# النتيجة النهائية المثالية
النتيجة النهائية المثالية (IFR) هي وصف لأفضل حل يمكن وضعه للمشكلة أو (التناقض)، بغض النظر عن أسباب أو قيود المشكلة الأصلية. وتعد النتيجة النهائية المثالية واحدة من المصطلحات الأساسية في تريز، وهي منهجية لحل المشكلات.
تساعد النتيجة النهائية المثالية التي تكون محددة بشكل جيد من يقوم بحل المشكلات في التغلب على الجمود النفسي والتوصل إلى حلول غير تقليدية عن طريق التفكير في الحل من حيث الوظيفة، وليس من خلال التدخل في المشاكل أو الموارد اللازمة. وتركز هذه المنهجية على المهام المطلوبة، ولا تركز على العملية ككل أو المعدات الحالية. لذا، فإنها تتناقض مع طريقة التحسين المستمر الأكثر استخدامًا، التي تؤدي في كثير من الأحيان إلى عائدات متناقصة تدريجيًا (المنحنى S التقليدي). تمثل منهجية النتيجة النهائية المثالية تحولاً كبيرًا في منهج التفكير في حل المشكلات.
تكمن فكرة صياغة منهجية النتيجة النهائية المثالية في التحديد الواضح لهدف التحسين والعمل ثانية من تلك النقطة، ومن ثّم يمكن القضاء على تكرر حدوث المشكلة عند القضاء عليها من البداية.
يتمثل المفهوم الأساسي لطريقة تريز في أن الأنظمة[ ؟ ] تتطور باتجاه المثالية الزائدة (الوظيفة)، حيث كانت نتيجة هذا التطوير هو الوصول إلى النتيجة النهائية المثالية مع
- جميع المزايا
- وعدم وجود أضرار، و
- عدم وجود تكاليف متعلقة بالمشكلة الأصلية.

يتعامل النظام المثالي  على أنه  مهمة بحتة، وذلك لأنه:
- لا يشغل أي مساحة،
- وليس له وزن،
- ولا يتطلب عمالة،
- ولا يتطلب صيانة،
- ويقدم مزايا دون أضرار[ ؟ ].

وفي ضوء المعايير المذكورة أعلاه، من المرجح أن تكون النتيجة النهائية المثالية صعبة المنال. ومع ذلك فإنها توفر نقطة انطلاق في عملية متكررة، ألا وهي اتخاذ خطوات صغيرة جدًا بعيدة عن المثالية (النتيجة النهائية المثالية) حتى الوصول إلى حل يمكن تنفيذه، على الأقل من حيث المفهوم.
وتعد النتيجة النهائية المثالية أيضًا خطوة في منهجية تريز.

## الاستعمالات والتطبيقات
يمكن تطبيق مفهوم النتيجة النهائية المثالية ليس فقط في الهندسة (كما كان الغرض في الأصل)، ولكن يمكن تطبيقها أيضًا في أنظمة ومجالات أخرى. وكما أوضح جينريتش ألتشولر (Genrich Altshuller) مؤسس تريز عندما تم استخدام منهجية النتيجة النهائية المثالية على أنها منهجية للعثور على أفضل الحلول، فكانت كالمصباح الذي أُلقي في الظلام: قد لا نعرف ماذا هناك - في هذا الظلام، ولكن إذا وجد المصباح واستمر في إصدار الإضاءة، فعلى الأقل نحن نعلم أن هناك سطحًا صلبًا يمكن السير عليه أو تجاهه. في الهندسة، تمثل منهجية النتيجة النهائية المثالية فكرة آلة «الحركة الدائمة». قد لا يحقق المخترعون النتيجة المثالية (لا تأخذ أكاديمية العلوم الفرنسية تطبيقات براءات الاختراع لها)، ولكن السعي لتحقيق المثالية العالية هذه يسمح للمخترعين بإنشاء آليات عديدة مع الحد الأدنى للاحتكاك، ومن ثم التقدم بالتكنولوجيا. وفي مجال التعليم، تساعد منهجية النتيجة النهائية المثالية في تكوين نماذج تعليم مثالية ومتعلم مثالي ومُعلم مثالي، وكل ذلك يمهد الطريق لعلم أصول التدريس الإبداعي.

## كتابات أخرى
- Mann، Darrell (2007). Hands-On Systematic Innovation for Business and Management. UK: IFR Press. ISBN:1-898546-73-8.